# Гумерова Лілія Салаватівна
Лілія Салаватовна Гумерова (16 грудня 1972) — російський державний і громадський діяч. Кандидат педагогічних наук  . Член Ради Федерації від виконавчого органу державної влади Республіки Башкортостан (з 2014 року), голова Комітету Ради Федерації з науки, освіти та культури (з 2019 року). Голова Ради Федеральної національно-культурної автономії башкир (з 2015 року). 
Причетна до русифікації депортованих українців, а також до русифікації на окупованих територіях освіти. 

## Біографія
Гумерова Лілія Салаватовна народиласб 16 грудня 1972 року в місті Учали Учалинского району Башкирської АРСР . 
У 1994 році закінчила навчання у  Башкирському державному педагогічному університеті за спеціальністю «Педагогіка і психологія». 
З 1994 року працювала педагогом-психологом, викладачем психології середньої школи № 10 у місті Учали Республіки Башкортостан. 
З 2001 року обіймала посаду спеціаліста I категорії в Адміністрації Учалинского району, пізніше призначена заступником глави з соціальних питань. 
У 2005 році закінчила  Башкирську академію державної служби та управління при Президентові Республіки Башкортостан]] за фахом «Юриспруденція». 
У 2007-2010 роках була завідувачкою відділу соціального розвитку, охорони здоров'я, праці та зайнятості населення Апарату Уряду Республіки Башкортостан. 
28 січня 2010 року обрана на посаду Уповноваженого з прав дитини в Республіці Башкортостан  . 
14 березня 2011 року обрана депутатом Державних Зборів - Курултаю Республіки Башкортостан по ОТРАДІВСЬКА виборчому округу № 28 від партії « Єдина Росія »  . 15 березня 2011 року було обрано заступником голови Державних зборів - Курултаю Республіки Башкортостан  . 
24 жовтня 2012 року вона призначена заступником Прем'єр-міністра Уряду Республіки Башкортостан  . 
25 вересня 2014 року  президент Башкортостану Рустем Хамітов наділив Лілію Гумерова повноваженнями сенатора в Раді Федерації Федеральних Зборів Російської Федерації від виконавчого органу державної влади Республіки Башкортостан   . 19 вересня 2019 року новим Главою Башкоторстана Радієм Хабірова повноваження були продовжені  . 
З 1 жовтня 2014 року - перший заступник голови Комітету Ради Федерації з науки, освіти та культури  . 
18 грудня 2015 року обрана головою Ради Федеральної національно-культурної автономії башкир  . 
25 вересня 2019 року обрана головою Комітету Ради Федерації РФ з науки, освіти та культури   .
Русифікатор Українців

## Санкції
Гумерова Лілія ратифікувла рішення уряду «Договір про дружбу, співробітництво і взаємодопомогу між Російською Федерацією та Донецькою Народною Республікою та між Російською Федерацією та Луганською Народною Республікою». Депутат російського законодавчого органу, який надає політичну та економічну підтримку незаконним спробам Росії анексувати суверенну українську територію шляхом проведення фіктивних референдумів. Гумерова Лілія є підсанкційною особою великої кількості країн.

## Нагороди та звання
- Почесна грамота Республіки Башкортостан (2015) [14] .
- Медаль ордена «За заслуги перед Вітчизною II ступеня» (2018) - за заслуги в зміцненні російської державності, розвитку парламентаризму та активну законотворчу діяльність. [15]